# Febris
Febris ist die personifizierte Gottheit des Malariafiebers im vorchristlichen Rom. Sie heißt nach dem Krankheitssymptom febris („Fieber“), dessen Name auf fervebris („hitzig“) zurückgeht.
Die Göttin Febris (lateinisch Dea febris) gehört zu den apotropäischen (abwendenden) Gottheiten (lateinisch Dii averrunci), die Macht hatten, ein bestimmtes Übel zu verhängen oder (als Heilgott) davon zu befreien. In Rom, zwischen dessen Hügeln in der Frühzeit ausgedehnte Sumpfgebiete mit Malariaerregern lagen, waren der Febris in vorchristlicher Zeit drei Tempel geweiht, wobei das Hauptheiligtum, ihr fanum, auf dem Palatin lag. Valerius Maximus erwähnt zudem ein Heiligtum in summa parte vici Longi – auf dem höchsten Punkt des vicus Longus, das heißt auf dem  Quirinal – und einen Altar der Febris in area Marianorum monumentorum – im Gebiet der Monumente, die der Sieger über Kimbern und Teutonen, Gaius Marius, um 100 v. Chr. hat errichten lassen. Deren Lage ist unbekannt, wird aber auf dem Esquilin oder dem Caelius vermutet. In die Heiligtümer der Febris weihten die Geheilten die Heilmittel (remedia), die sie an ihrem Körper getragen hatte. Über ihre Ikonografie ist nichts bekannt, Weihinschriften sind nicht erhalten.
Augustinus erwähnt Febris dreimal in seiner Polemik gegen die griechisch-römische Götterwelt in De civitate Dei